# Římskokatolická farnost Milešov
Římskokatolická farnost Milešov (lat. Milleschovium) je církevní správní jednotka sdružující římské katolíky na území vesnice Milešov a v jejím okolí. Organizačně spadá do litoměřického vikariátu, který je jedním z 10 vikariátů litoměřické diecéze. Centrem farnosti je kostel svatého Antonína Paduánského v Milešově.

## Historie farnosti
Jediným pramenem, který zmiňuje existenci kostela v Milešově ve středověku, je až Topografie Království českého Jaroslava Schallera z roku 1787. V roce 1833 tuto informaci převzal v další topografii Čech Johann Gottfried Sommer. Ani jeden z autorů ovšem neuvádí zdroj svého sdělení. Protože žádný z relevantních středověkých a raně novověkých pramenů o kostele v Milešově nemluví, jedná se evidentně o Schallerův omyl. Nejstarší písemný doklad o lokalitě Milešov je z roku 1390. Do roku 1680 obstarávali duchovní správu Milešova a okolních vesnic kněží při kostele svaté Kateřiny v Medvědicích. 
Farnost v Milešově existuje od roku 1680. Podnět k jejímu založení dal Zdeněk Kašpar Kaplíř ze Sulevic, známý jako obránce Vídně proti Turkům v roce 1683, který začal v roce 1669 ve vsi Mlýnce (dnes část Milešova) stavět Kostel svatého Antonína Paduánského. Kostel byl vysvěcen 1. září 1680 a stal se farním chrámem, zatímco medvědický kostel jeho filiálkou. Od roku 1680 byly také vedeny matriky.
Stávající územní rozsah farnosti byl stanovený už při jejím založení v roce 1680, tehdy zahrnoval všech pět vesnic patřících do milešovského panství. Stavba farní budovy v blízkosti kostela se nerealizovala. Duchovní správce až do roku 1886 bydlel v Milešově poblíž zámku v budově později označené popisným číslem 41. Okolo kostela také nebyl zřízen hřbitov, takže se pohřby farníků i nadále odbývaly v Medvědicích. 
Až do roku 1804 obsazovali milešovskou faru řeholníci z dominikánského kláštera v Litoměřicích. Nepožívali ovšem titulu farář, nýbrž administrátor.  

### Duchovní správcové vedoucí farnost
Začátek působnosti jmenovaného v duchovní správě farnosti od roku:
- 1680 Jos. Pfeifer O.P.
- 1696 Dominicus Jacobi O.P.
- 1704 Ambros. Hyacinth. Reichel O.P.
- 1754 Edmund. Rollepatz O.P.
- 1759 Hieronym. Haustetter O.P.
- 1759 Anton. Nechanický O.P. (uváděn též, jako Nemanický či Nemanitzky[7]) † 3. 4. 1769
- 1769 Albertus Koch O.P., † 31. 1. 1794
- 1794 Theod. Müller O.P.
- 1804 Jac. Ferd. Pruschwitz, † 21. 4. 1810
- 1810 Anton. Luft, n. 28. 2. 1772 Jirkov, o. 2. 8. 1802
- 1822 Vinc. Urban, n. 13. 1. 1790 Tuhaň, o. 12. 8. 1813
- 1831 Ign. Janka, n. 18. 7. 1792 Chomutov, o. 23. 8. 1818
- 1842 Jos. Schütz, n. 8. 8. 1799 Turnov, o. 24. 8. 1824, † 11. 5. 1864
- 1864 Jos. Hammer, n. 7. 4. 1817 Stolzenhain., o. 28. 7. 1844, † 30. 12. 1906
- 1879 par. vacat, admin. int. Wenc. Liessner
- 1879 Wenc. Lissner, n. 28. 8. 1844 Neudorf, o. 15. 7. 1868, † 1. 3. 1921
  - 1890–1891 Rudolf Vrba, kaplan, n. 6. 10. 1860 Bělá p. Bezdězem, o. 1887, † 18. 10. 1939 Mladá Boleslav
- 1889 Anton. Dornaus, n. 24. 12. 1846 Ugest, o. 19. 7. 1873
- 1892 Jos. Zechel, n. 27. 7. 1862 Lobkowic., o. 22. 5. 1887
- 1905 Jos. Steffan, n. 9. 3. 1876 Arnau, o. 9. 7. 1899
- 1916 par. vacat, admin. interc. Venc. Born
- 1917 Josef Magiera, n. 16. 9. 1876 Podlesie (Sil.), o. 9. 6. 1900, † 8. 5. 1939
- 1. 5. 1924 Aug. Thiel, n. 10. 2. 1885 Althofnaß, o. 16. 7. 1911
- 27. 11. 1946 Albert Peterek
- 1. 7. 1986 Josef Batta
- 1. 11. 1993 Jiří Voleský, admin. exc. z Libochovic
- 1. 3. 1996 Józef Szeliga, admin. exc. z Libochovic
- 4. 11. 1996 Antoni Kośmidek, admin. exc. z Lovosic
- 2005 Pavel Mikeš, admin. exc. z Lovosic
- 15. 9. 2011 Roman Karol Depa, admin. exc. z Lovosic
- 1. 9. 2019 Józef Szeliga, admin. exc. z Litoměřic[8]

Kromě kněží stojících v čele farnosti, působili ve farnosti v průběhu její historie i jiní kněží. Většinou pracovali jako farní vikáři, kaplani, katecheté, výpomocní duchovní aj.

## Území farnosti
Do farnosti náleží území těchto obcí:
- Milešov (Mileschau[p 2])
- Kocourov (Katzauer[p 2])
- Medvědice (Nedwieditsch[p 2])
- Mlýnce (Leinitz[p 2])
- Páleč (Palitsch[p 2])

## Římskokatolické sakrální stavby na území farnosti
| | Fotografie | Stavba                          | Místo           | Bohoslužby                      | Zeměpisné souřadnice             | Status                     | Číslo kulturní památky           |
| Kostely | Kostely    | Kostely                         | Kostely         | Kostely                         | Kostely                          | Kostely                    | Kostely                          |
| --- | ---------- | ------------------------------- | --------------- | ------------------------------- | -------------------------------- | -------------------------- | -------------------------------- |
| 1. |            | Kostel sv. Antonína Paduánského | Milešov         | bližší informace o bohoslužbách | 50°32′17″ s. š., 13°56′30″ v. d. | farní kostel               | 39844/5-2185 (Pk•MIS•Sez•Obr•WD) |
| 2. |            | Kostel sv. Kateřiny             | Medvědice       | bližší informace o bohoslužbách | 50°31′1″ s. š., 13°55′33″ v. d.  | filiální kostel            | 43648/5-2178 (Pk•MIS•Sez•Obr•WD) |
| Kaple |            |                                 |                 |                                 |                                  |                            |                                  |
| 3. |            | Kaple                           | Milešov         | bohoslužby příležitostně        | 50°32′11″ s. š., 13°56′4″ v. d.  | výklenková kaple           | 25852/5-2187 (Pk•MIS•Sez•Obr•WD) |
| 4. |            | Kaple                           | Kocourov        | bohoslužby příležitostně        | 50°31′28″ s. š., 13°56′30″ v. d. | obecní kaple               | —                                |
| 5. |            | Kaple                           | Páleč           | bohoslužby příležitostně        |                                  | obecní kaple               | —                                |
| Oratorium |            |                                 |                 |                                 |                                  |                            |                                  |
| 6. |            | Kaple sv. Josefa Kalasanského   | Milešov (zámek) | bližší informace o bohoslužbách | 50°32′25″ s. š., 13°56′11″ v. d. | zámecká kaple (modlitebna) | 32118/5-2186 (Pk•MIS•Sez•Obr•WD) |
| Některé drobné sakrální stavby a pamětihodnosti lze dohledat zde v databázi Drobné sakrální památky Zaniklé sakrální stavby lze dohledat zde v databázi Poškozené a zničené kostely, kaple a synagogy v České republice |            |                                 |                 |                                 |                                  |                            |                                  |

Ve farnosti se mohou nacházet i další drobné sakrální stavby, místa římskokatolického kultu a pamětihodnosti, které neobsahuje tato tabulka.

## Příslušnost k farnímu obvodu
Z důvodu efektivity duchovní správy byl vytvořen farní obvod (kolatura) farnosti Lovosice, jehož součástí je i farnost Milešov, která je tak spravována excurrendo.